# 秩父多摩甲斐国立公園
秩父多摩甲斐国立公園（ちちぶたまかいこくりつこうえん、英語: Chichibu Tama Kai National Park）は、北奥千丈岳を最高峰とする奥秩父山塊を中心とする、埼玉県、山梨県、長野県、東京都に跨る国立公園。面積126,259ha。
日本百名山に数えられる金峰山、瑞牆山、大菩薩嶺、雲取山や、渓谷美で知られる西沢渓谷、東沢渓谷や御岳昇仙峡などがよく知られる。また三峰山（三峯神社）や御岳山（武蔵御嶽神社）でも有名。

## 概要
奥秩父山塊を中心とした埼玉、東京、山梨、長野の一都三県に跨る国立公園で、1950年（昭和25年）7月10日に国立公園に指定された。指定当初より秩父多摩国立公園の名称であったが、同公園の指定エリア126,259ヘクタール中の約37パーセント、46,834ヘクタールと最大の面積を占める山梨県の名称が冠されていないことから、名称変更の要望が山梨県により行われ、2000年（平成12年）8月10日に現在の秩父多摩甲斐国立公園に名称が変更された。
針葉樹を主体とする深い原生林と、西沢渓谷、御岳昇仙峡などの清流周辺の自然環境の美しさについて、大正から昭和にかけ活躍した登山家田部重治の著書により、緑の渓谷美としてその魅力を広く世に知らされた。

## 経緯
- 1950年7月10日 - 秩父多摩国立公園として、国立公園に指定される。
- 1955年3月30日 - 特別地域の指定及び主な利用計画が決定される。
- 2000年8月10日 - 秩父多摩国立公園から秩父多摩甲斐国立公園に名称が変更される。

## 画像

### 秩父多摩甲斐国立公園の風景

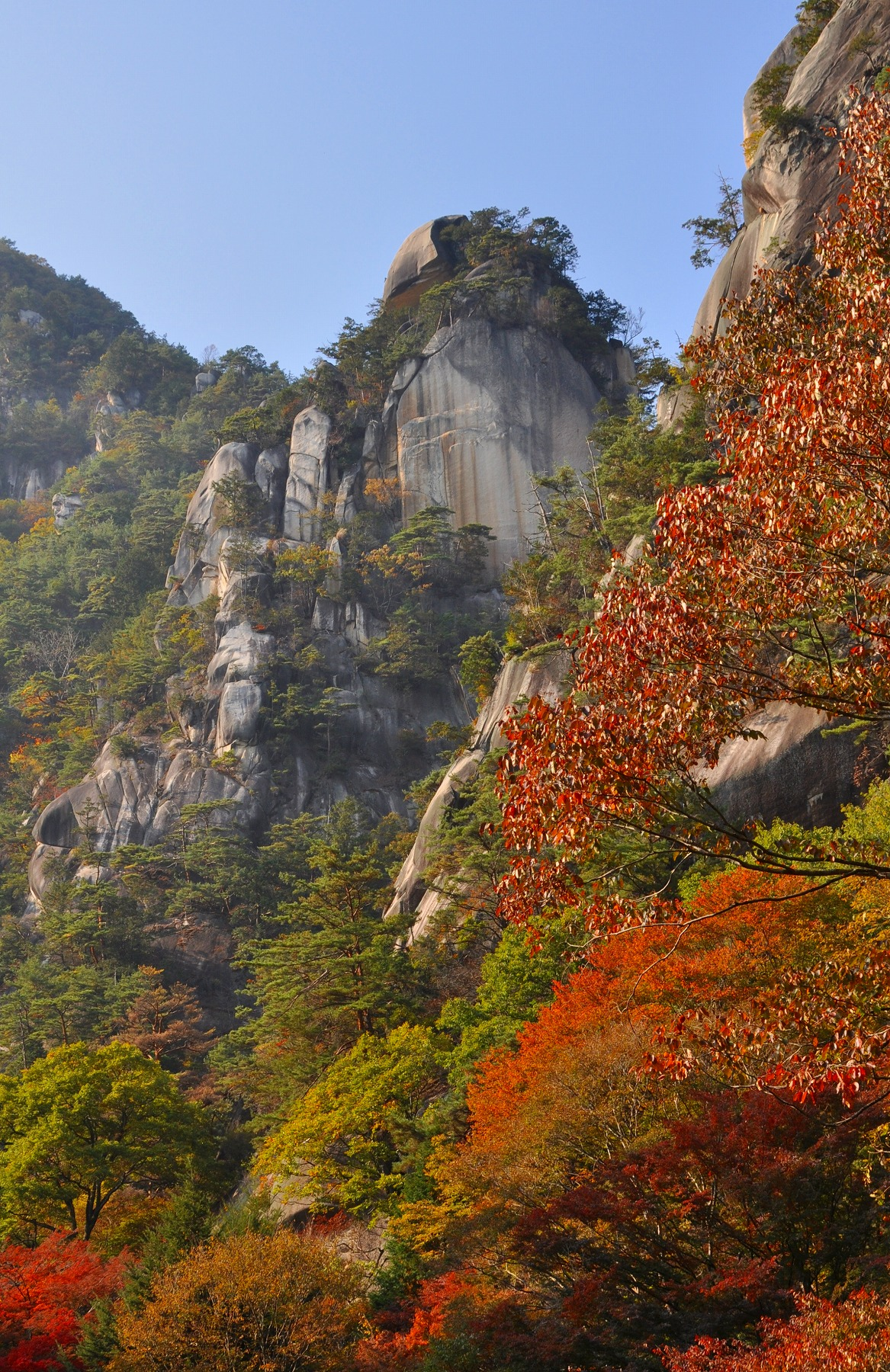
特別名勝 御岳昇仙峡 覚円峰
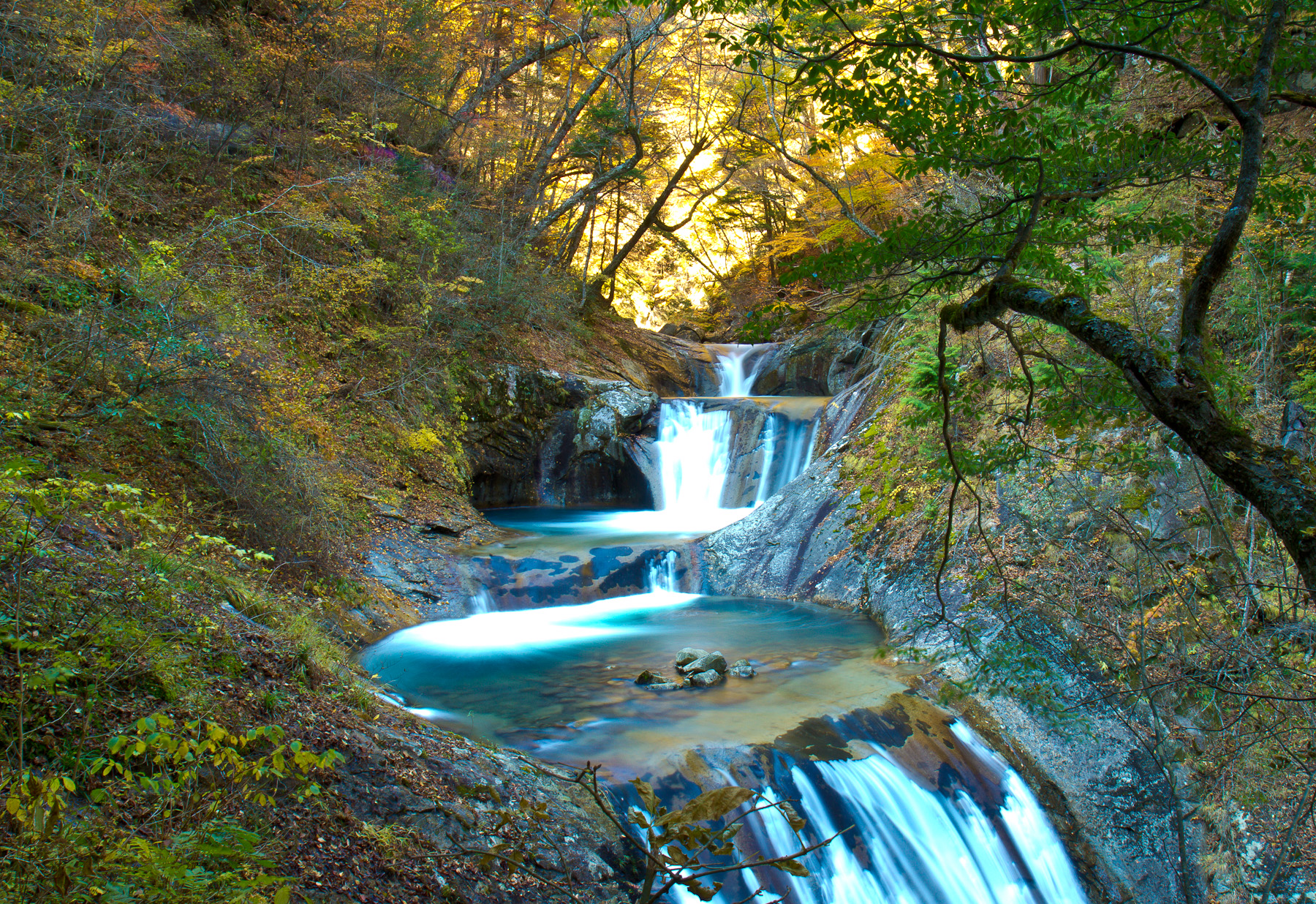
西沢渓谷七ツ釜五段の滝
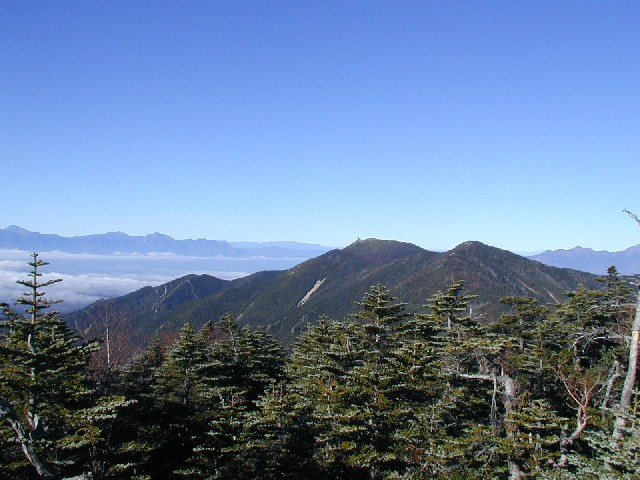
金峰山
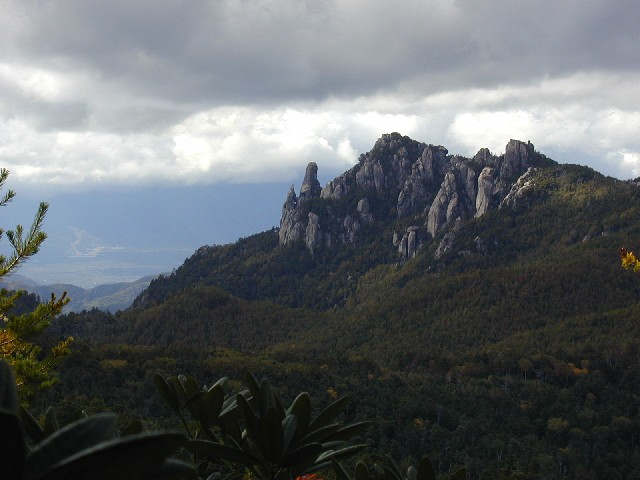
瑞牆山
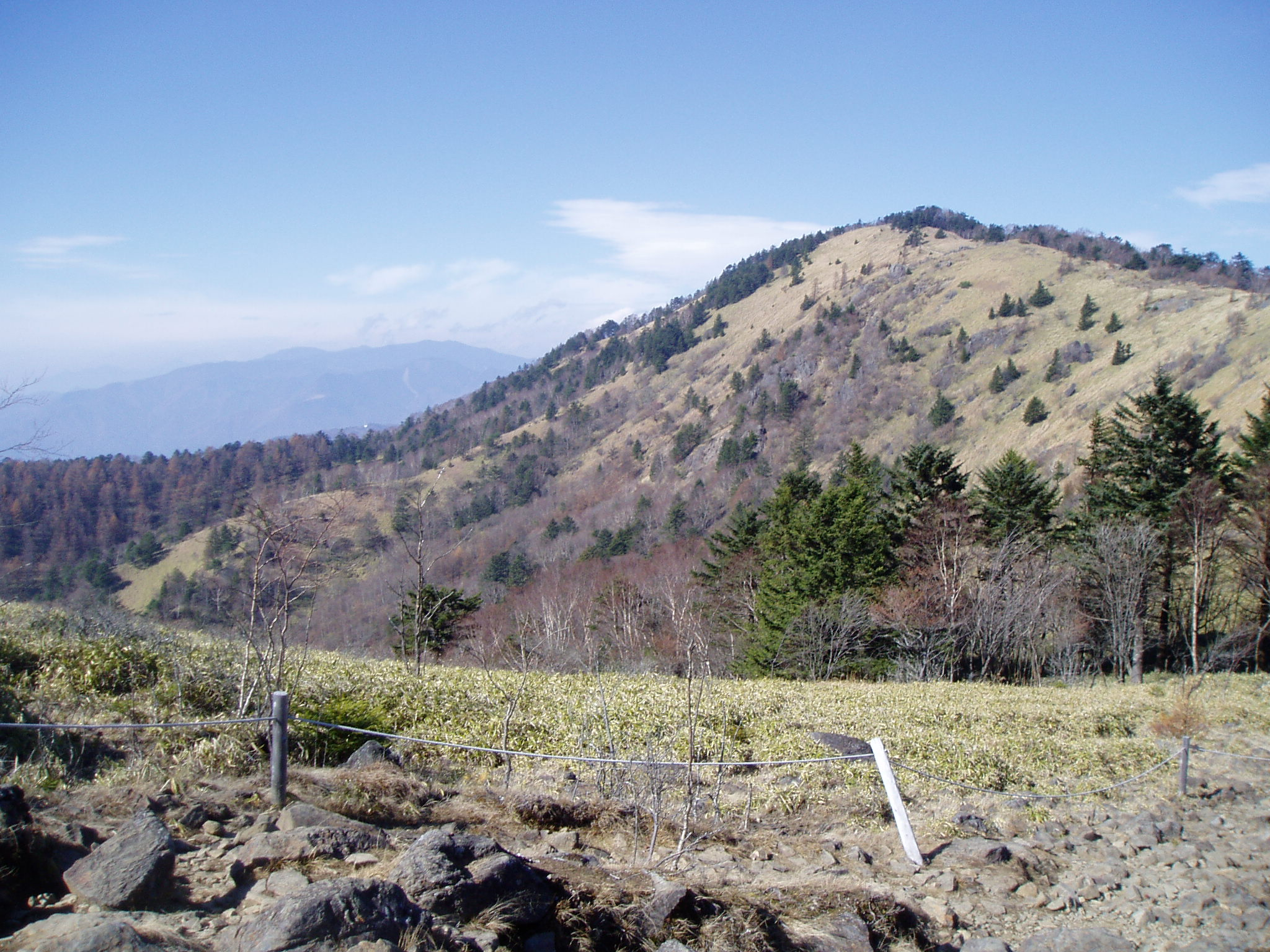
大菩薩嶺

## ビジターセンター
利用者数は2008年（平成20年）。
| センター名                     | 設置者 | 所在地                          | 利用者数（人） |
| ------------------------------ | ------ | ------------------------------- | -------------- |
| 三峰ビジターセンター           | 埼玉県 | 埼玉県秩父市三峰8-1             | 32,000         |
| 山のふるさと村ビジターセンター | 東京都 | 東京都西多摩郡奥多摩町川野1740  | 97,793         |
| 御岳ビジターセンター           | 東京都 | 東京都青梅市御岳山38-5          | 63,751         |
| 奥多摩ビジターセンター         | 東京都 | 東京都西多摩郡奥多摩町氷川171-1 | 31,530         |